# Аргышева, Анастасия Николаевна
Анастасия Николаевна Аргышева (род. 26 ноября 1981) — российский государственный деятель, временно исполняющий полномочия главы города Кургана (2024).

## Биография
Анастасия Николаевна Жилякова родилась 26 ноября 1981 года.
Училась в Старопершинской школе Мокроусовского района Курганской области и в школе-лицее № 12 города Кургана.
В 2003 году окончила Курганский технологический колледж.
В 2009 году окончила Курганский государственный университет по специальности «социальная работа», присвоена квалификация «специалист».
С марта 2014 по август 2016 года — куратор дел Курганского городского отдела № 1 государственного бюджетного учреждения Курганской области «Многофункциональный центр по предоставлению государственных и муниципальных услуг».
С августа 2016 по июль 2021 года — специалист по организации работы по оказанию государственных и муниципальных услуг отдела организации работы по оказанию государственных и муниципальных услуг государственного бюджетного учреждения Курганской области «Многофункциональный центр по предоставлению государственных и муниципальных услуг».
С июля 2021 по июль 2022 года — заместитель управляющего делами Администрации города Кургана.
В 2022 году прошла профессиональную переподготовку в ООО Научно-учебный центр «Непрерывное межотраслевое образование» по направлению государственное и муниципальное управление.
С августа 2022 по январь 2024 года — управляющий делами Администрации города Кургана.
С января 2024 года — первый заместитель Главы города Кургана.
10 января 2024 года, на внеочередном заседании Курганской городской Думы было принято решение о досрочном прекращении полномочий Главы города Кургана Елены Вячеславовны Ситниковой. Исполнение полномочий главы города возложено на Аргышеву.
27 апреля 2024 года на внеочередном заседании Курганской городской Думы было принято решение о досрочном прекращении полномочий временно исполняющего полномочия главы города Кургана Анастасии Аргышевой. Временно исполнять полномочия главы города Кургана будет Юлия Гурьянова.

## Награды
- Благодарственное письмо Администрации города Кургана, 2022 год

## Семья
Замужем, есть дети.